# Goat Fell
Goat Fell (Goatfell según el Ordnance Survey; en gaélico escocés Gaoda Bheinn) es el pico más alto de la isla de Arran, en Escocia, con 874 metros de altitud. La montaña, al igual que el cercano Castillo de Brodick, es propiedad actualmente del National Trust for Scotland. 
Se cree que el nombre puede significar o bien "Montaña del viento" (a partir del gaélico escocés gaoth) o "Montaña de la Cabra" (del noruego antiguo geita).
Debido a la popularidad de Arran como destino turístico, Goat Fell es escalado muy frecuentemente, y existen varias posibles rutas, algunas de las cuales combinan también el ascenso a otras cimas cercanas. La ruta más comúnmente utilizada es un camino de 5 km de longitud que comienza en el Castillo de Brodick, en Cladach. Este camino atraviesa los terrenos boscosos del castillo, atravesando sus setos de rododendros. A unos 300 m de altitud, el camino abandona la protección de los árboles y continúa a a través de un páramo, hasta alcanzar la cumbre por la cara este de la montaña. En lo alto hay un mirador desde el que, en un día claro, puede verse Irlanda.
Una ruta alternativa parte de la localidad de Corrie, para ascender al Goat Fell desde el norte; en esta zona el monte se conecta con otra cima subsidiaria, conocida como North Goatfell, un lugar del que parten tres crestas distintas: la que se dirige al sur, hasta la cima principal; una que se dirige al noreste, con algunos pasajes en los que es necesario escalar ligeros desniveles sobre el Cioch na h-Oighe ("El pecho de la joven dama"); y finalmente una cresta que se dirige al oeste, y desciende hasta puerto de montaña conocido como The Saddle, antes de ascender de nuevo hacia la cima del Cir Mhòr. 
Además de por su belleza natural, Goat Fell también logró notoriedad tras ser el escenario de un controvertido crimen en julio de 1889, cuando una excursionista llamada Edwin Rose se despeñó, empujada, según declaró la sentencia, por su acompañante, John Watson Laurie.